# Britain's Got Talent
Britain's Got Talent é um programa de televisão britânico da ITV com o formato de talent show. Teve adaptações realizadas em vários países, nomeadamente em Portugal com a designação Portugal Tem Talento da SIC.
Tem como objetivo descobrir novos talentos, sejam eles dançarinos, comediantes, cantores entre outros. Ganhou a atenção do público da internet depois que, em sua terceira edição, em 2009, um vídeo do programa veiculado no site de vídeos Youtube revelou Susan Boyle e se tornou popular entre os internautas do mundo inteiro. Apesar de favorita, Boyle obteve a segunda colocação nessa terceira edição.